# Challenger de Orbetello
El Trofeo Stefano Bellaveglia es un torneo de tenis celebrado en Orbetello, Italia desde 2009. El evento forma parte del ATP Challenger Tour y se juega en canchas de polvo de ladrillo.

## Finales anteriores

### Individuales
| Año  | Campeón                  | Finalista              | Resultado     |
| ---- | ------------------------ | ---------------------- | ------------- |
| 2013 | Filippo Volandri         | Pere Riba              | 6-4, 7-6(7)   |
| 2012 | Roberto Bautista-Agut    | Dušan Lajović          | 6–3, 6–1      |
| 2011 | Filippo Volandri         | Matteo Viola           | 4–6, 6–3, 6–2 |
| 2010 | Pablo Andújar            | Édouard Roger-Vasselin | 6–4, 6–3      |
| 2009 | Oleksandr Dolgopolov Jr. | Pablo Andújar          | 6–4, 6–2      |

### Dobles
| Año  | Campeón                             | Finalista                        | Resultado            |
| ---- | ----------------------------------- | -------------------------------- | -------------------- |
| 2013 | Marco Crugnola Simone Vagnozzi      | Guillermo Durán Renzo Olivo      | 7-6(3) 6-7(5) [10-6] |
| 2012 | Stefano Ianni Dane Propoggia        | Alessio di Mauro Simone Vagnozzi | 6–3, 6–2             |
| 2011 | Julian Knowle Igor Zelenay          | Romain Jouan Benoît Paire        | 6–1, 7–6(2)          |
| 2010 | Alessio di Mauro Alessandro Motti   | Nikola Mektić Ivan Zovko         | 6–2, 3–6, [10–3]     |
| 2009 | Paolo Lorenzi Giancarlo Petrazzuolo | Alessio di Mauro Manuel Jorquera | 7–6(5), 3–6, [10–6]  |